# Skaryszew-Park

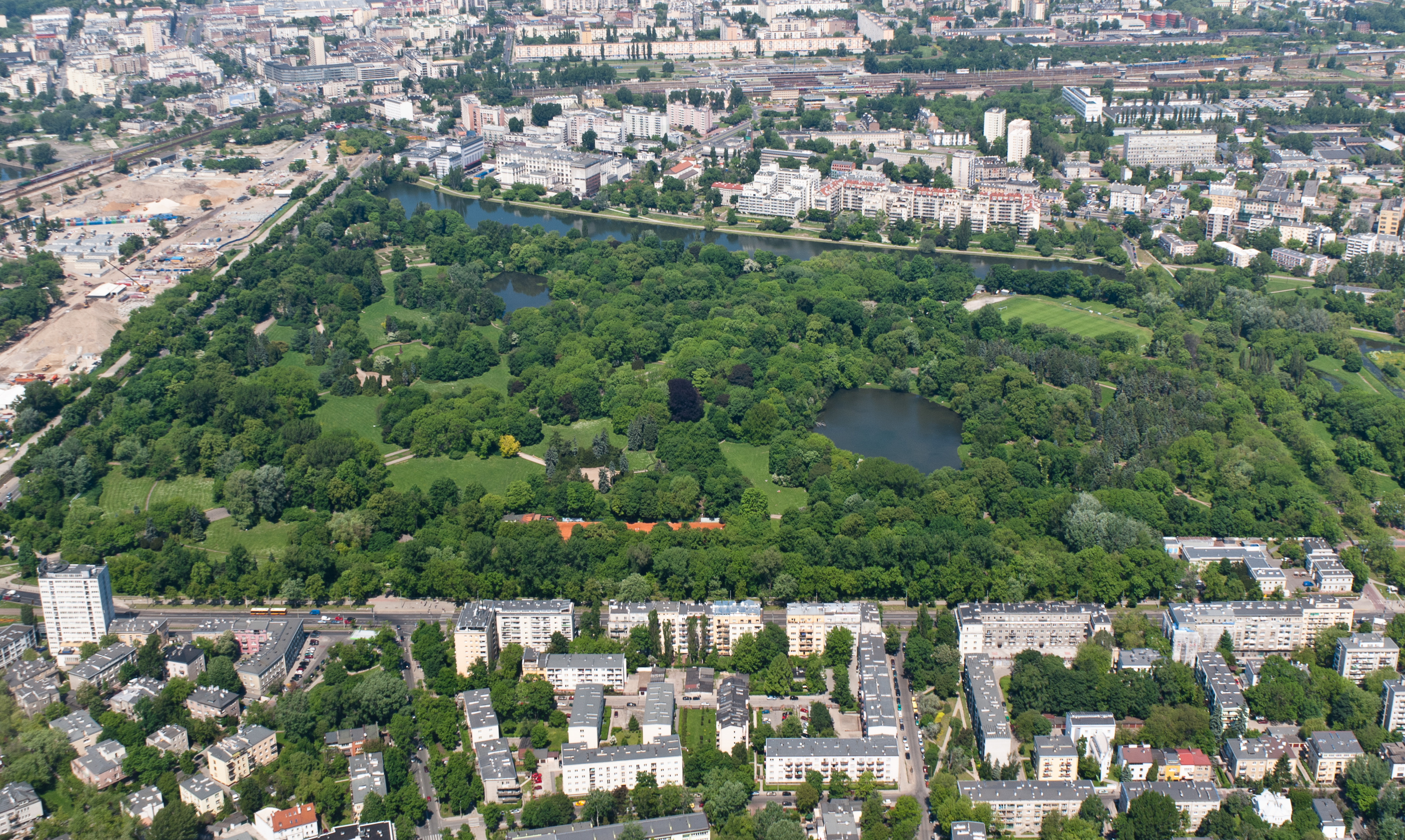
Luftaufnahme von Süden aus. Am linken Bildrand ist die Großbaustelle des 2012 fertiggestellten Stadion Narodowy erkennbar. Am oberen (nördlichen) Parkende liegt der langgestreckte Kamion-See

Der dem polnischen Komponisten und Politiker Ignacy Jan Paderewski namentlich gewidmete Skaryszew-Park (polnischer Name: Park Skaryszewski im. Ignacego Jana Paderewskiego) ist ein historischer Landschaftspark im Warschauer Stadtbezirk Praga Południe. Er wurde 1973 unter Denkmalschutz gestellt. Mit einer Größe von 58 Hektar gehört er zu den bedeutendsten Parkanlagen Warschaus. Anders als in den historischen Innenstadtparks Warschaus ist die Nutzung im Skaryszew-Park freizügiger gestaltet; so sind Fahrradfahren, Rollschuhlaufen und Sonnenbaden erlaubt.

## Geschichte
Etwa auf dem Gebiet des heutigen Parkes befand sich im 11. Jahrhundert eine der ersten Siedlungen auf Warschauer Gebiet. Das Dorf Kamion lag hier an einer Weichselfurt. Im 16. und im 18. Jahrhundert wurden auf dem aus Feuchtwiesen bestehenden Gelände Königswahlen abgehalten. In den Jahren 1906 bis 1922 wurde der Landschaftspark nach einem Entwurf von Franciszek Szanior angelegt. Später wurde er nordwärts nach Plänen von Leon Danielewicz erweitert.
Der Park liegt zwischen den heutigen Stadtvierteln Kamionek und Saska Kępa. Er wird von den Straßen Aleja Zieleniecka, Aleja Jerzego Waszyngtona und Ulica Międzynarodowa sowie im Norden von dem Kamion-See (Jeziorko Kamionkowskie) umgeben.
Die Anlage entstand als großstädtisches Naherholungsgebiet mit einem gut entwickelten, befestigten Wegenetz, welches für die Nutzung von Pferdewagenverkehr geeignet war. Die Struktur des Parkes sollte die Landschaft Polens widerspiegeln – mit kleinen Bergen, künstlichen Wasserfällen, Seen, Teichen und Ebenen. Neben einem üppigen Rosengarten sind rund 280 Baum- und Straucharten angepflanzt.
Der Park ist der wichtigste Gedenkort Warschaus im Zusammenhang mit den Terroranschlägen vom 11. September 2001. Anlässlich der Feierlichkeiten zum Jahrestag 2011 erschienen hier auch der US-amerikanische Botschafter in Polen, Lee A. Feinstein, der stellvertretende Ministerpräsident Waldemar Pawlak sowie der polnische Außenminister Radosław Sikorski.
Im Jahr 2006 siedelten sich im Park mehrere Biber an. Aufgrund der erheblichen von ihnen verursachten Schäden wurden sie 2008 in den Warschauer Zoo überführt. 2009 erhielt der Park den von Briggs & Stratton ausgelobten Titel „Schönster Park Polens“, gleichzeitig wurde er zum drittschönsten Park Europas gekürt.

## Parkname
Ursprünglich wurde der Park nach der nicht mehr existierenden Ortschaft Skaryszew-Kamion als „Skaryszew-Park“ bezeichnet. In der Zwischenkriegszeit wurde er zu Ehren des Politikers zum „Paderewski-Park“ umbenannt. Im Jahr 1980 wurde er wieder zum „Skaryszew-Park“ rückbenannt, jedoch namentlich auch Paderewski gewidmet.

## Parkmöblierung
Im Park befinden sich neben einer Kapelle von Janusz Alchimowicz einige Denkmäler, Gedenktafeln und Statuen:
- Büste von Ignacy Jan Paderewski
- Skulptur “Rytm” (Rhythmus) von Henryk Kuna (aufgestellt 1929)
- Skulptur “Tancerka” (Die Tänzerin) von Stanisław Jackowski (aufgestellt 1927)
- Skulptur “Kąpiąca się” (Die Badende) von Olga Niewska (aufgestellt 1929)
- Skulptur eines Fauns des Künstlers Biernacki (aufgestellt 1930)
- Denkmal für Edward Mandell House (aufgestellt 1932, rekonstruiert 1992)
- Denkmal für die Sowjetarmee “Dankbarkeit” (aufgestellt 1945)
- Gedenktafel für 1944 gefallene britische Piloten (aufgestellt 1988)
- Gedenktafel für Mineure der Polnischen Heimatarmee
- Gedenktafel für im Zweiten Weltkrieg getötete polnische Athleten
- Gedenktafel für getötete Polen beim Anschlag auf das World Trade Center am 11. September 2001 (aufgestellt 2002)

Die Skulptur „Rytm“ entstand für den mit einer Goldmedaille ausgezeichneten polnischen Pavillon auf der Weltausstellung 1925 in Paris. Die schlichte Kapelle erinnert an die Weltfachausstellung von 1937 – die ebenfalls in Paris stattfand. Diese Kapelle diente während der Besatzungszeit im Zweiten Weltkrieg als toter Briefkasten der polnischen Untergrundbewegung. Am Eingang zum Park am Rondo Waszyngtona befindet sich die Büste Paderewskis. In der Mitte der dort beginnenden Hauptallee steht das monumentale Kriegerdenkmal, welches zu Ehren der Soldaten der Sowjetarmee im Jahr 1945 errichtet wurde. Es gibt Pläne, das bei der Bevölkerung unbeliebte Denkmal bei einer anstehenden Revitalisierung des Parkes zu entfernen.

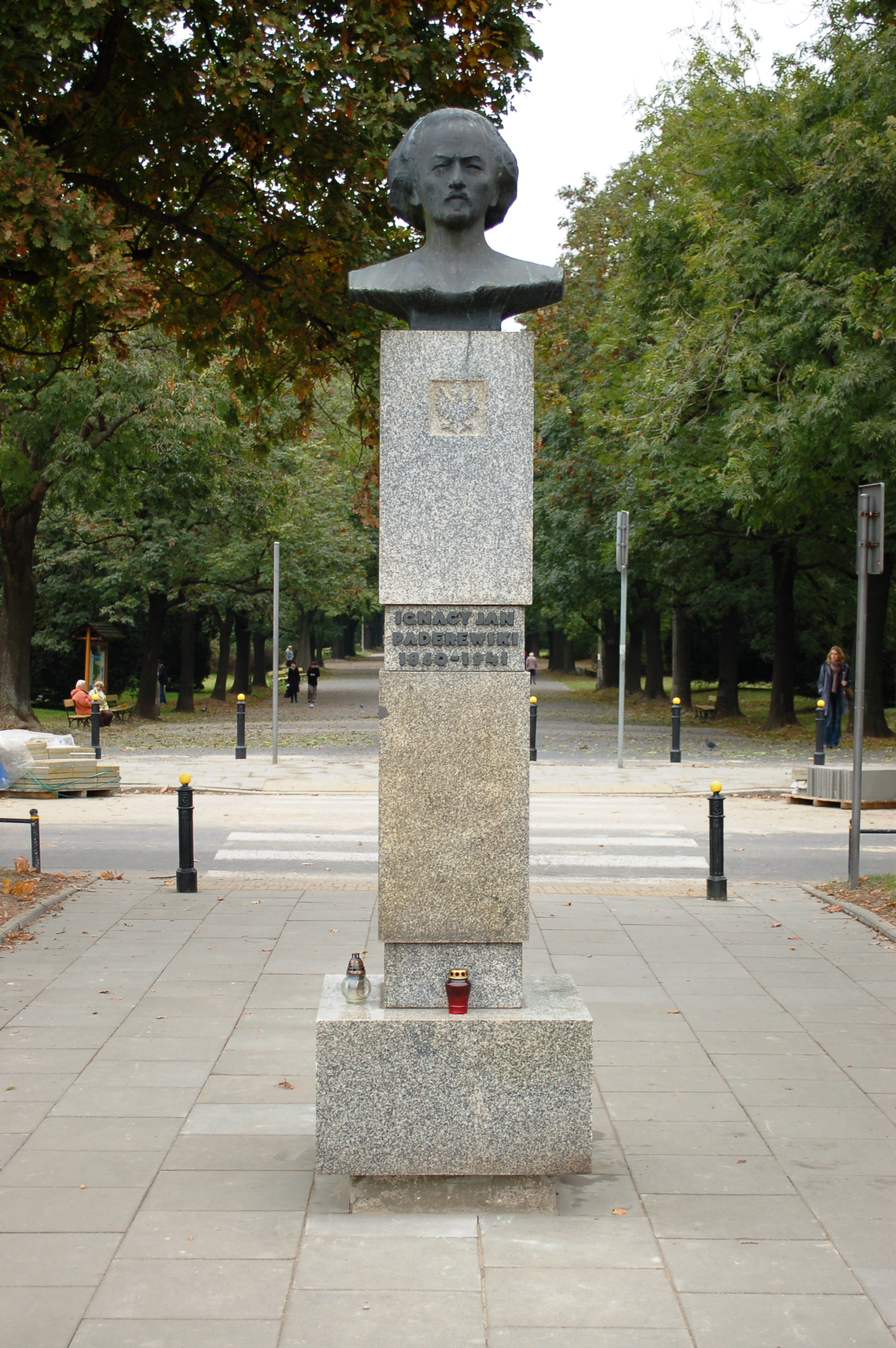
Ignacy Jan Paderewski
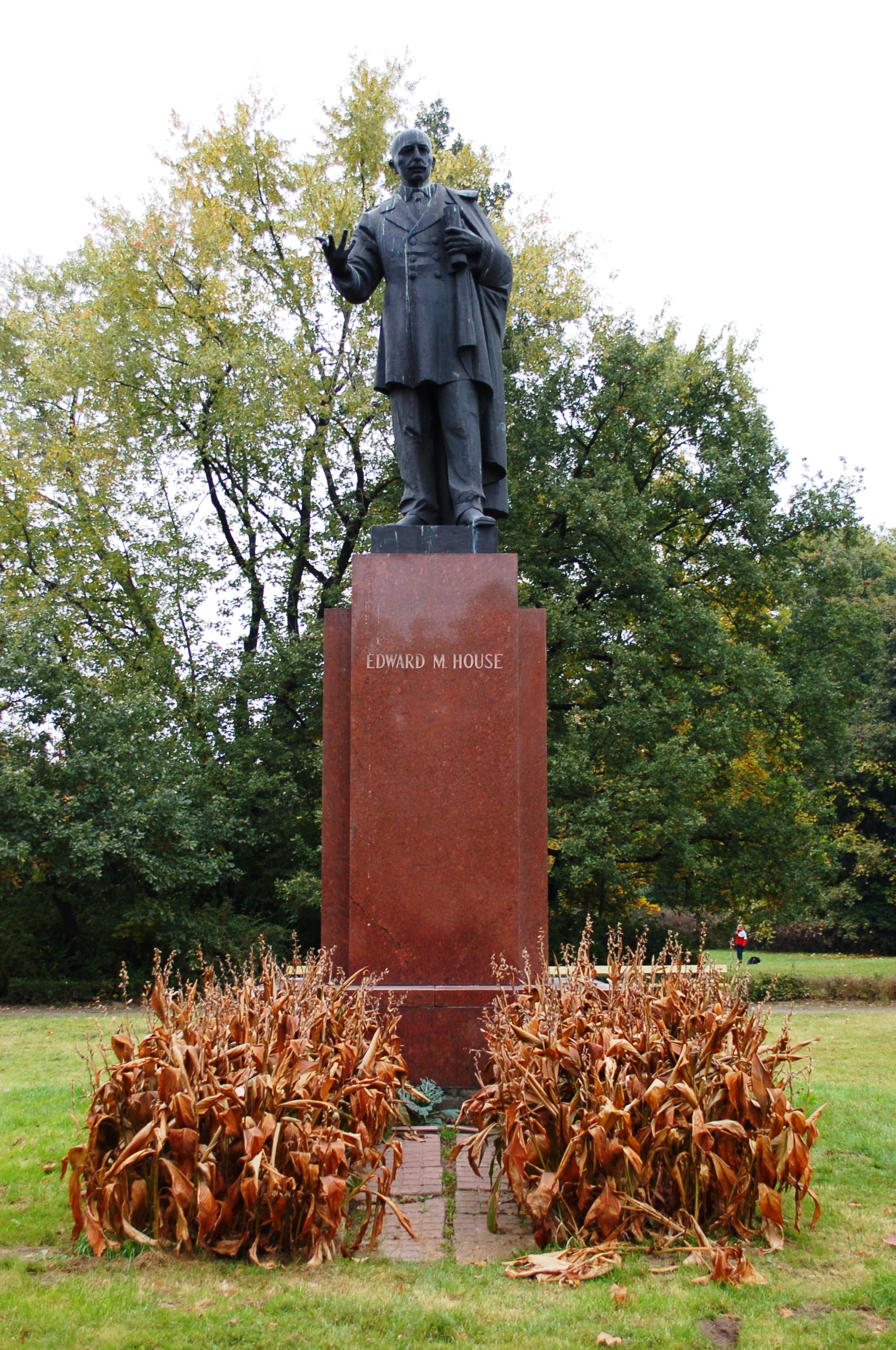
Edward Mandell House
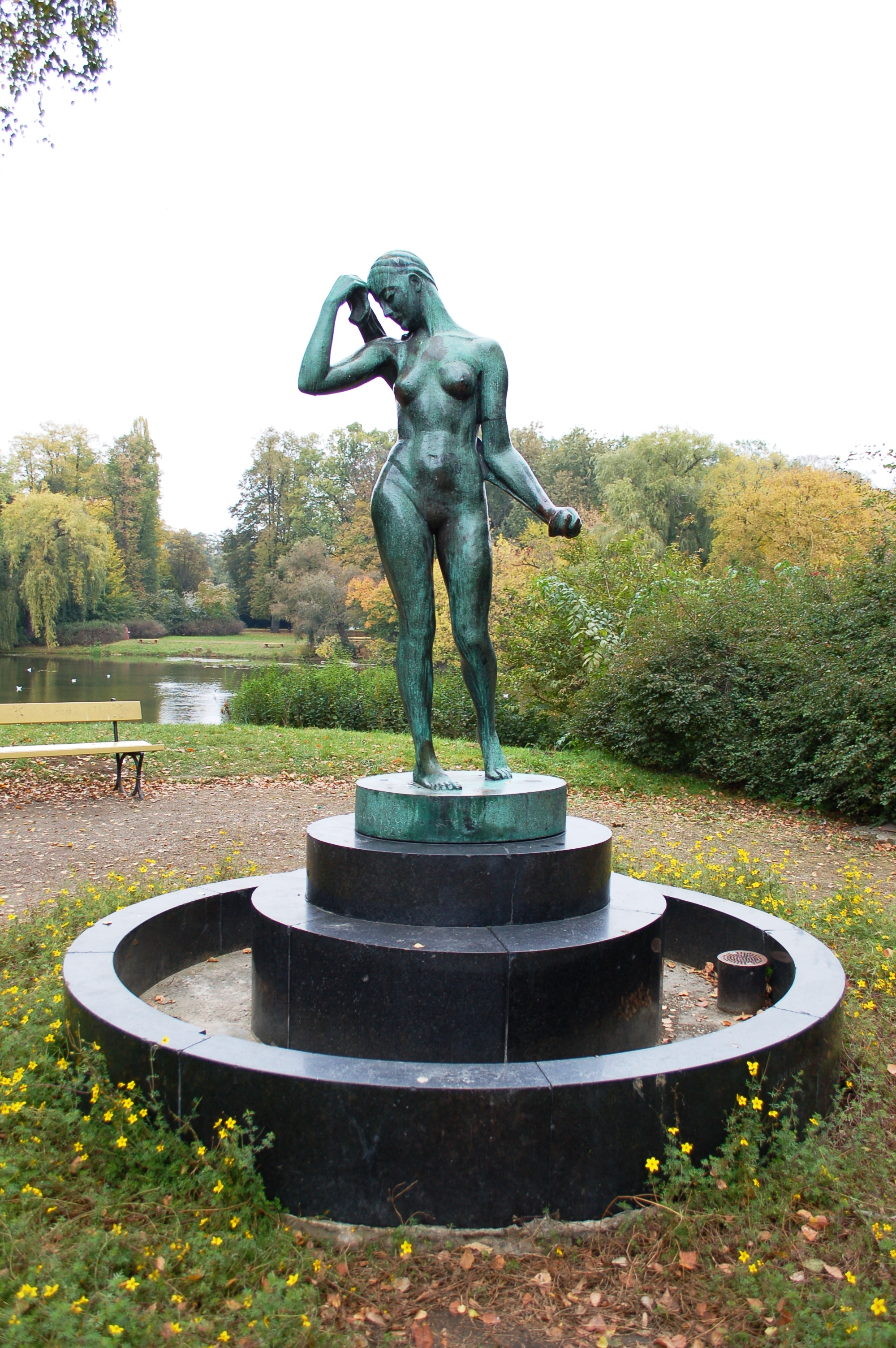
“Die Badende”
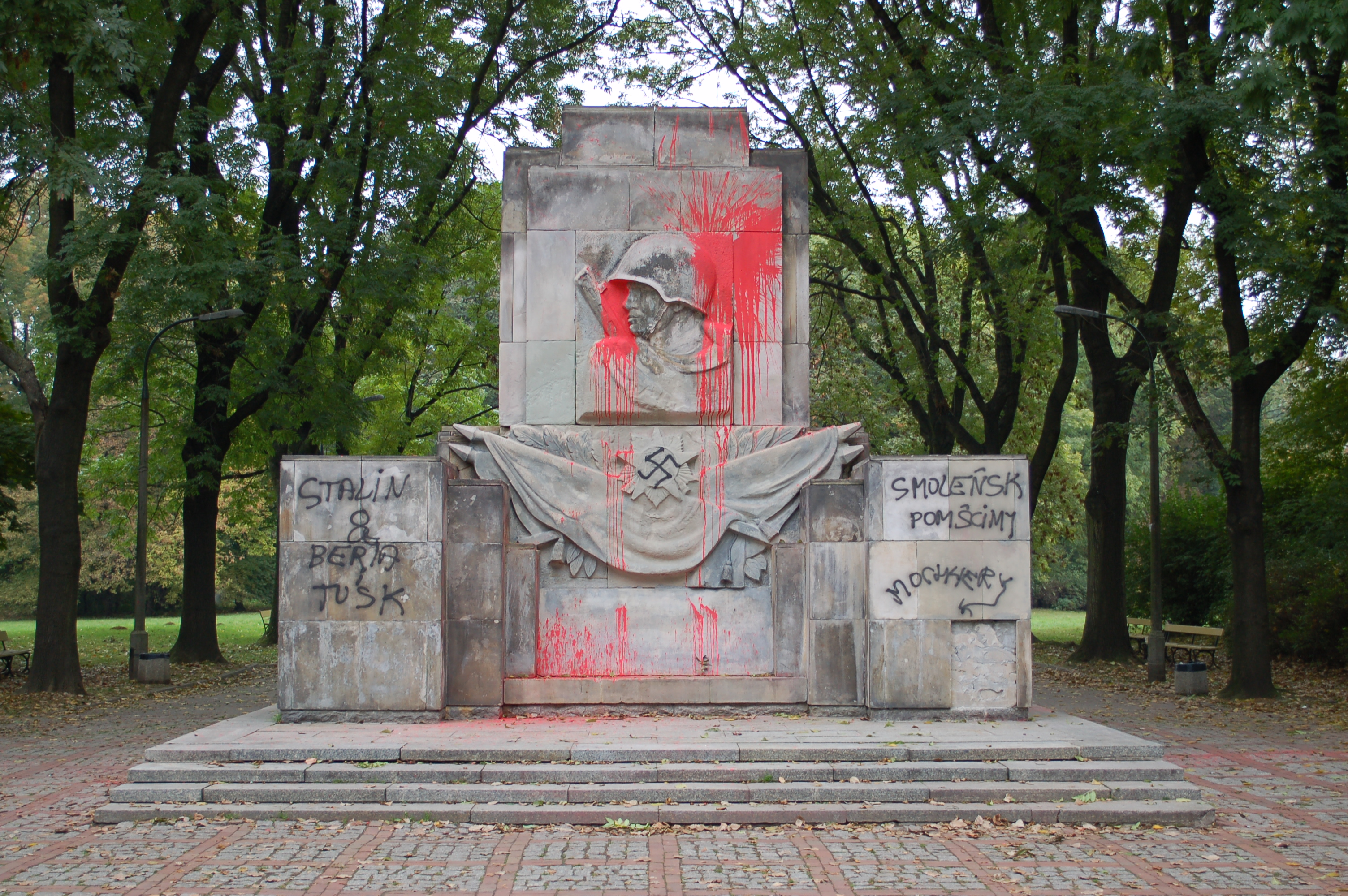
Kriegerdenkmal “Dankbarkeit”
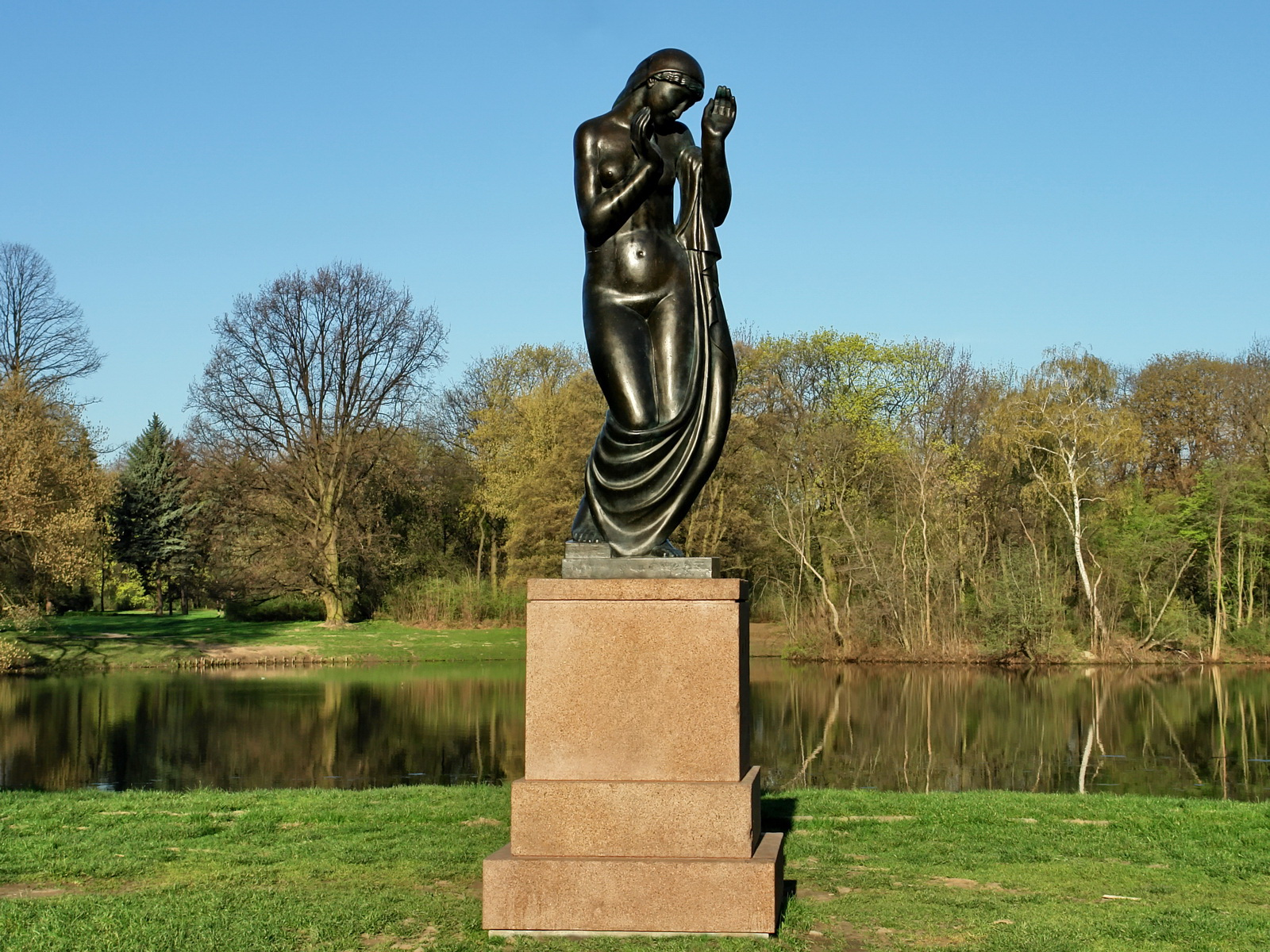
“Rhythmus”